# Gare d'Heilly
La gare d'Heilly est une gare ferroviaire française de la ligne de Paris-Nord à Lille, située sur le territoire de la commune d'Heilly dans le département de la Somme, en région Hauts-de-France.
C'est une halte voyageurs de la Société nationale des chemins de fer français (SNCF) desservie par des trains TER Hauts-de-France.

## Situation ferroviaire
Établie à 37 m d'altitude, la gare d'Heilly est située au point kilométrique (PK) 144,057 de la ligne de Paris-Nord à Lille, entre les gares de Corbie et de Méricourt - Ribemont.

## Histoire
En 2016, selon les estimations de la SNCF, la fréquentation annuelle de la gare est de 4 851 voyageurs, après 4 729 voyageurs en 2015 et 5 000 voyageurs en 2014.

## Service des voyageurs

### Accueil
Halte SNCF, c'est un point d'arrêt non géré (PANG) à accès libre.

### Desserte
Heilly est desservie par des trains TER Hauts-de-France, qui effectuent des missions entre les gares d'Abbeville, ou d'Amiens, et d'Albert, ou d'Arras.

### Intermodalité
Le stationnement de véhicules est difficile à proximité.